# La Unión, Tecomatlán
La Unión är en ort i Mexiko.   Den ligger i kommunen Tecomatlán och delstaten Puebla, i den sydöstra delen av landet, 170 km sydost om huvudstaden Mexico City. La Unión ligger 936 meter över havet och antalet invånare är 395.
Terrängen runt La Unión är huvudsakligen lite kuperad. La Unión ligger nere i en dal. Runt La Unión är det ganska glesbefolkat, med 29 invånare per kvadratkilometer. Närmaste större samhälle är Tulcingo de Valle, 14,1 km väster om La Unión. I omgivningarna runt La Unión växer huvudsakligen savannskog.